# محمد يوسف (لاعب كريكت)
محمد يوسف (27 أغسطس 1974 بلاهور في باكستان - ) (بالأردوية: محمد یوسف)‏ (بالإنجليزية: محمد یوسف)‏ هو لاعب كريكت باكستاني. شارك مع منتخب باكستان للكريكت. أما مع النوادي، فقد لعب مع Zarai Taraqiati Bank Limited cricket team ‏ ونادي مقاطعة لانكشر للكريكت ‏ ونادي وارويكشاير للكريكيت ‏ وLahore cricket teams ‏.

## وصلات خارجية
- محمد يوسف على موقع إي آس بي آن كريك إنفو (الإنجليزية)